# Édouard Fould
Pour les autres membres de la famille, voir Famille Fould.
Édouard-Mathurin Fould (18 décembre 1834 à Paris - 9 avril 1881 à Moulins) est un financier et homme politique français.

## Biographie
Petit-fils de Beer Léon Fould, fils de Louis Fould, il était chef de cabinet de son oncle Achille Fould et maire de Lurcy-Lévy. 
En 1863, il fonde avec son père l'équipage de chasse à courre "Vautrait Fould", au château de Béguin (Lurcy-Lévis).
Il est élu, le 1er juin 1863, député de la 3e circonscription de l'Allier au Corps législatif, face au général de Courtais. 
Il vota constamment avec la majorité impérialiste jusqu'en 1868, époque à laquelle il donna sa démission de député. Édouard Fould fut candidat bonapartiste aux élections législatives du 20 février 1876 dans la 1re circonscription de Montluçon, mais échoua.
Il est l'un des fondateurs de la Banque de Paris en 1869 avec notamment Adrien Delahante et Henri Cernuschi, puis de la Banque de Paris et des Pays-Bas en 1872, dont il devient membre du premier conseil d'administration.